# 青史
《青史》（藏語：དེབ་ཐེར་སྔོན་པོ，威利转写：deb ther sngon po），全称为《青史：西藏雪域佛法如何出现和传播的故事》（藏語：བོད་ཀྱི་ཡུལ་དུ་ཆོས་སམར་བ་ཇི་ལཏར་བྱུང་བའི་རིམ་པ་དེབ་ཐེར་སྔོན་པོ་，威利转写：Bod-kyi yul-du chos-dang chos-smra-ba ji-ltar-byung-ba'i rim-pa Deb-ther sngon-po），是由藏传佛教僧人管·宣奴贝编写的史书，于1476年开始编纂，至1478年编纂完成。该书采用编年体的形式，除叙述吐蕃帝国时代的历史之外，还叙述了西藏佛教的创建、发展史，特别是噶举派的历史非常详尽。不过这部著作与当时其他藏文史书一样宣扬佛教史观。
1802年编成的《土观宗派源流》，虽然宣扬格鲁派的佛教史观，但其史料来源很大程度上依赖于《青史》。
1949年，乔治·德·罗列赫在更敦群培的帮助下，将《青史》翻译成英文。目前，在西藏与喜马拉雅图书馆能够在线查阅此书的英文版译本。
1968年，中国藏学家郭和卿受中国佛教协会副会长周叔迦的邀请，将此书翻译为汉文。